# Даріо Амброзіні
Даріо Амброзіні (італ. Dario Ambrosini; 7 березня 1918 року, Чезена, Італія — 14 липня 1951, Альбі, Франція) — італійський мотогонщик. Чемпіон світу з шосейно-кільцевих мотогонок MotoGP у класі 250 сс (1950). Трагічно загинув на трасі Альбі під час практики напередодні Гран-Прі Франції-1951.

## Кар'єра
Кар'єра Даріо Амброзіні почалася з гонки у Вероні в 1939 році, де він їхав на мотоциклі на Benelli в класі 250cc. У тому ж році він також узяв участь у гонках в Пезаро, Римі, Терні та Сполето.
У створеному в 1949 році чемпіонаті світу серії Гран-Прі мотоцикли Benelli не могли на рівні конкурувати з Moto Guzzi: проте Даріо таки вдалось виграти останню гонку сезону, Гран-Прі Націй в Монці. В загальному заліку він фінішував на другому місці вслід за співвітчизником Бруно Руффо.
У сезоні 1950 Амброзіні вдалося стати чемпіоном світу, вигравши три з чотирьох гонок чемпіонату, в тому числі складну Isle of Man TT. На ній він виступав на оновленому мотоциклі, двигун якого розвивав 27 к.с. при 10 000 об/хв та розвивав максимальну швидкість до 170 км/год. Тріумф у чемпіонаті став першим також і для його команди Benelli, яка в заліку виробників випередила своїх одвічних суперників Moto Guzzi. В цьому році Даріо був також найсильнішим і у чемпіонаті Італії в класі 250cc.
В наступному сезоні Амброзіні зумів виграти дебютне Гран-Прі Швейцарії на Бремгартені; у другій гонці, на острові Мен, він фінішував другим. Для третьої гонки сезону, Гран-Прі Франції, для Амброзіні була покладена нова версія мотоцикла Benelli 250 з телескопічною підвіскою.

### Загибель
На вільній практиці Гран-Прі Франції, при входженні у поворот, на швидкості близько 180 км/год, передня шина мотоцикла Амброзіні луснула. Даріо вдалось деяку відстань, приблизно 40 метрів, утримувати мотоцикл, після чого він з'їхав з дороги та врізався у огорожу. Слід відзначити, що в ті часи було розповсюдженим проведення гонок по дорогам загального користування — щонайменше 3 з них у тому сезоні проходили саме по таким трасам (Snaefell Mountain Course, Кладі та Альбі). Під час аварії Амброзіні вдарився головою в залізну огорожу. Джанні Леоні, який першим прибув на місце аварії, зупинив свій Moto Guzzi і спробував допомогти колезі, але Даріо врятувати не вдалось — він помер під час транспортування до лікарні. На жаль, через місяць Леоні також втратив своє життя у іншій аварії на трасі Кладі в Північній Ірландії.
Команда Benelli знялася зі змагань на знак жалоби та призупинила свою участь у змаганнях на майже 10 років.
У рідному місті гонщика Чезені на його честь названа площа.
Смерть Амброзіні стала другою за всю історію проведення чемпіонату MotoGP після загибелі Бена Дрінквотера (Isle of Man TT 1949) та першою із трьох у сезоні 1951.

## Статистика виступів

### MotoGP

#### У розрізі сезонів
| Сезон  | Клас   | Мотоцикл | Гонки | Пер | Под | НК | Очки | Місце |
| ------ | ------ | -------- | ----- | --- | --- | -- | ---- | ----- |
| 1949   | 250cc  | Benelli  | 2     | 1   | 2   | 1  | 19   | 2     |
| 1950   | 250cc  | Benelli  | 4     | 3   | 4   | 3  | 24   | 1     |
| 1951   | 250cc  | Benelli  | 2     | 1   | 2   | 1  | 14   | 3     |
| Всього | Всього | Всього   | 8     | 5   | 8   | 5  | 57   |       |